# Клецкий замок
Клецкий замок (Клецкие оборонительные укрепления) — комллекс деревянно-земляных укреплений Клецка в XI—XVIII веках.

## Описание
Состояли из детинца (Высокого замка) и окольного города (Дольного замка). Площадка первоначального детинца имела форму близкую к кругу, была укреплена валом, со стороны поля — рвом. Имело деревянную стену в виде составленных амбаров-клетей (отсюда название города). Детинец сооружен, по-видимому, в середине XI века, усилен в 1-й половине XIII века, имел каменный подвал и оружейню.
Окольный город построен в XII-XIII веках. Состоял из земляного вала с деревянной стеной и рва, мостом соединялся с детинцем. В середине XIII века укрепления разрушены, в 1503 году сожжен крымскими татарами, потом отстроен. На территории окольного города в 1-й половине XVII века располагался личный двор Радзивиллов. На протяжении 17-XVIII вв. все укрепления разрушились.